# Alssund
Alssund er et 8 km langt, ca. 500 meter bredt og 8-10 meter dybt sund mellem Als og den jyske halvø Sundeved. Sundet forløber Fra Sønderborg Bugt til Als Fjord.
Ved Sønderborg fører broerne Kong Christian den X's Bro og Alssundbroen trafikken over sundet. 
Alssundområdet er et typisk frugtbart, østjysk landskab med bøgeskove, smålunde, gårde og landsbyer. Erhvervsfiskeriet er gået tilbage, men der er stadig enkelte erhvervsfiskere tilbage i Sønderborg og Sottrupskov.
Kær Halvø er en halvø nord for Sønderborg, mellem Alssund og Augustenborg Fjord. Fra Kær Vig ved Als Sund strækker landsbyen Kær sig næsten tværs over halvøen. På den nordøstlige del ligger Sønderborg Lufthavn ud til Augustenborg Fjord.
Arnkil er et natur- og historisk område nord for Sønderborg beliggende på den nordligste del af Kær Halvø på øen Als ved Als Sund overfor Sottrupskov på Sundeved. Yderst på Arnkil ligger det ca. 30 ha store offentligt tilgængelige engområde Arnkilsøre. Området blev fredet i 1924 og har været anvendt som militært øvelsesterræn og som fællesareal for lokale landmænd til høslæt og græsning.
Ca. 2 km syd for Sottrupskov ligger Sandbjerg Gods, som er en kursusejendom og et tidligere gods, ejet af Aarhus Universitet, 7 km nordvest for Sønderborg, ved Als Sund i det det historiske område Sandbjerg på halvøen Sundeved i nærheden af Øster Sottrup og Nydam Mose. Den holstenske lade er restaureret i den originale stil og er en sjælden bygningstype i Danmark, og sammen med de gamle renoverede bygninger og parken ned mod sundet indgår palæet i dag i et samlet anlæg. Foruden Sandbjerg Gods er der i Sandbjerg palæet, parken, dæmningen, slusen, Møllesøen, Møllehuset og resterne af den oprindelige hovedgård Sandbjerggård på den anden side af Møllesøen. 
Sottrupskov er et tidligere fiskerleje og ligger 2 kilometer fra Øster Sottrup. Mange af gamle stråtækte huse er bevaret. Ved P-pladsen, hvor vejen ender ved Alssund, er der en lille bådehavn og badestrand. 2013 blev Nydam Tveir søsat og samme år byggede Nydambådens Laug en 25 m lang, 5 - 6 m bred og 5 m høj naust  (bådehus) til vinteropbevaring af Nydam Tveir. Her ligger båden i sommerhalvåret, når den ikke er på togt eller gæstevisit andre steder.

## Natur
Nydam Mose var oprindelig den inderste del af en vig ud til Alssund. Mosen ligger i en tunneldal. I det meste af lavningen findes nu eng eller mose samt en sø, Sandbjerg Mølledam, som er adskilt med en dæmning fra Alssund.
Langs kysterne yngler stor skallesluger i hule træer og redekasser, og i Sandbjerg Møllesø yngler toppet lappedykker, grågås, troldand og taffeland. I skovene omkring Alssund vokser bl.a. hvidplettet lungeurt og hulrodet lærkespore. I de mindre skove og lunde er den fredede orkidé tyndakset gøgeurt talrig.

## Historie
Alssund havde stor betydning under belejringen af Dybbøl frem til den 18. april 1864, fordi de danske tropper fra Dybbølskanserne kunne trække sig tilbage til Als via pontonbroen ved Sønderborg. Den 29. juni 1864 satte preussiske tropper over Alssund mellem Sottrupskov og Arnkil og indledte Slaget om Als. Mange gravsten og mindesten overalt i området omkring Alssund vidner om den 2. Slesvigske Krig. 
Under 1. verdenskrig var Alssund vigtig for den tyske Kriegsmarine, som også oprettede en marinestation i Sønderborg. Den gamle marinestation blev indtil 2014 brugt som Hærens Sergentskole. Skolen er nu flyttet til Varde Kaserne. Den gamle marinestation/sergentskole bliver et midlertidigt asylcenter. 
2013 blev Nydam Tveir søsat i Als Sund ved Sottrupskov. Grundlaget for at bygge båden er den for 150 år siden fundne egebåd i Nydam Mose ved Øster Sottrup. Båden var et krigsfartøj med en besætning på 45, deraf var 36 roere. Båden er en fuldskalakopi af Nydambåden bygget af Nydambådens Laug, som er underafdeling af Nydamselskabet. 
Samme år begyndte opførelsen af et 25 m langt, 5 - 6 m bredt og 5 m højt bådehus (naust). Siderne er egeplanker, og taget er lærkeplanker på klink. Bygningen er en rekonstruktion af en jernaldernaust udgravet i Vestnorge. Syd for Sottrupskov er der anlagt en tilkørselsvej og parkeringsplads og en ca. 100 meter fortøjnings-og liggebro til Nydam Tveir. Her ligger båden i sommerhalvåret, når den ikke er på togt eller på gæstevisit andre steder.
- Alssundbroen
- Den nordligste del af sundet, set fra Sottrupskov med Arnkil i baggrunden
- Nydam Tveir ved sin egen bro i Sottrupskov
- Sandbjerg Møllesø var før 1580 en vig
- Palæet i Sandbjerg